# ヨーロピアンツアー
ヨーロピアンツアー（European Tour）は、男子ヨーロッパゴルファーのプロゴルフ協会であり、各地を転戦する男子ゴルフツアーの名称。PGAツアーに次ぐ規模を誇っている。シーズンは11月から翌年11月まで行われる。2022シーズンからは、アラブ首長国連邦の港湾会社「DPワールド」社がタイトルパートナー（命名権）を取得し、「DPワールドツアー」に名称変更。

## レース・トゥ・ドバイ
レース・トゥ・ドバイ（Race to Dubai）は2009年にPGAツアーのフェデックスカップをモデルに初めて実施されたヨーロピアンツアーのポイントレース。
獲得ポイント上位50名が最終戦のDPワールド・ツアーチャンピオンシップ・ドバイの出場権が与えられる。

## 主な大会

### 現存の大会
太字はメジャー大会。斜字はロレックス・シリーズ対象大会。ツアーはメジャーを含めて年間で24カ国で少なくとも42の大会が行われる。2021年に開催予定の大会は下記のとおりである 。
- アブダビHSBC選手権
- ドバイ・デザート・クラシック
- サウジ国際
- WGCアット・ザ・コンセッション
- オマーンオープン
- カタール・マスターズ
- マジカル・ケニアオープン
- WGCデルテクノロジーズ・マッチプレー
- マスターズ
- テネリフェ・オープン
- グラン・カナリア・オープン
- ポルトガル・マスターズ
- ブリティッシュ・マスターズ
- 全米プロゴルフ選手権
- メイド・イン・ヒマーランド
- ヨーロピアン・オープン
- スカンジナビアン・マスターズ
- 全米オープン
- BMWインターナショナル・オープン
- 全英オープン
- ウェールズオープン
- 夏季オリンピック男子ゴルフ
- ヒーローオープン
- WGCフェデックス・セントジュード招待
- イングリッシュ・オープン
- チェコ・マスターズ
- オメガ・ヨーロピアン・マスターズ
- イタリアン・オープン
- BMW PGA選手権
- KLMオープン
- ライダーカップ（欧米対抗戦、隔年開催）
- アルフレッド・ダンヒル・リンクス選手権
- スペインオープン
- エストレージャ・ダムN.A.アンダルシア・マスターズ
- ハッサン2世トロフィー
- ヒーロー・インディアン・オープン
- WGC・HSBCチャンピオンズ
- ボルボ中国オープン（アジアンツアーとの共催）
- ネッドバンク・ゴルフチャレンジ（サンシャインツアーとの合同）
- DPワールド・ツアーチャンピオンシップ（2009年～）

#### 隔年開催
- ユーラシアカップ（アジアンツアーとの合同、欧亜出身者による対抗戦、隔年開催）

#### 開催未定・延期
- HONMA香港オープン
- ターキッシュ エアラインズオープン
- オープン・ド・フランス
- 南アフリカオープン (ゴルフ)（サンシャインツアーとの合同開催）
- ヨハネスブルグオープン（サンシャインツアーとの合同開催）
- メイバンク選手権（旧マレーシアオープン）
- パース・インターナショナル
- ハッサン2世ゴルフ・トロフィー
- スコティッシュ・オープン
- アイリッシュ・オープン
- オープン・デ・エスパーニャ
- モーリシャス・オープン

### かつて開催された大会
- ポルトガル・オープン
- タイランドクラシック
- アルフレッド・ダンヒル選手権（サンシャインツアーとの合同開催）
- 深圳国際
- セベ・トロフィー（英と英以外の欧州大陸との対抗戦、隔年開催）
- ボルボ世界マッチプレー選手権
- トロフィー・ランコム
- ネルソン・マンデラ選手権
- ボルボ・ゴルフ・チャンピオンズ
- BMWマスターズ
- ロシアン・オープン
- Madeira Islands Open（2015シーズンは悪天候のため3月から7月に延期）
- ツワネオープン（サンシャインツアーとの合同開催）
- ライオネス・オープン
- サルタイア・エナジー・ポール・ローリー・マッチプレー

## 歴代賞金王
| Year | Winner                       | Points           |              |
| Year | Race to Dubai                | Points           |              |
| ---- | ---------------------------- | ---------------- | ------------ |
| 2024 | ローリー・マキロイ (6)       | 6,998            |              |
| 2023 | ローリー・マキロイ (5)       | 5,296            |              |
| 2022 | ローリー・マキロイ (4)       | 4,754            |              |
| 2021 | コリン・モリカワ             | アメリカ合衆国   | 5,856        |
| 2020 | リー・ウエストウッド (3)     | イングランド     | 3,128        |
| 2019 | ジョン・ラーム               | スペイン         | 5,898        |
| 2018 | フランチェスコ・モリナリ     | イタリア         | 6,041,520    |
| 2017 | トミー・フリートウッド       | イングランド     | 5,420,530    |
| 2016 | ヘンリク・ステンソン (2)     | スウェーデン     | 4,148,402    |
| 2015 | ローリー・マキロイ (3)       | 4,727,253        |              |
| 2014 | ローリー・マキロイ(2)        | 7,149,503        |              |
| 2013 | ヘンリク・ステンソン         | スウェーデン     | 4,103,796    |
| 年度 | レース・トゥ・ドバイ総合優勝 | 出身国           | 獲得賞金 (€) |
| 2012 | ローリー・マキロイ (1/5)     | 北アイルランド   | 5,519,118    |
| 2011 | ルーク・ドナルド             | イングランド     | 5,323,400    |
| 2010 | マルティン・カイマー         | ドイツ           | 4,461,011    |
| 2009 | リー・ウエストウッド (2/3)   | イングランド     | 4,237,762    |
| 年度 | 賞金王                       | 出身国           | 獲得賞金 (€) |
| 2008 | ロバート・カールソン         | スウェーデン     | 2,732,748    |
| 2007 | ジャスティン・ローズ         | イングランド     | 2,944,945    |
| 2006 | パドレイグ・ハリントン       | アイルランド     | 2,489,337    |
| 2005 | コリン・モンゴメリー (8/8)   | スコットランド   | 2,794,223    |
| 2004 | アーニー・エルス (2/2)       | 南アフリカ共和国 | 4,061,905    |
| 2003 | アーニー・エルス (1/2)       | 南アフリカ共和国 | 2,975,374    |
| 2002 | レティーフ・グーセン (2/2)   | 南アフリカ共和国 | 2,360,128    |
| 2001 | レティーフ・グーセン (1/2)   | 南アフリカ共和国 | 2,862,806    |
| 2000 | リー・ウエストウッド (1/3)   | イングランド     | 3,125,147    |
| 1999 | コリン・モンゴメリー (7/8)   | スコットランド   | 1,822,880    |
| 年度 | 賞金王                       | 出身国           | 獲得賞金 (£) |
| 1998 | コリン・モンゴメリー (6/8)   | スコットランド   | 993,077      |
| 1997 | コリン・モンゴメリー (5/8)   | スコットランド   | 798,948      |
| 1996 | コリン・モンゴメリー (4/8)   | スコットランド   | 875,146      |
| 1995 | コリン・モンゴメリー (3/8)   | スコットランド   | 835,051      |
| 1994 | コリン・モンゴメリー (2/8)   | スコットランド   | 762,720      |
| 1993 | コリン・モンゴメリー (1/8)   | スコットランド   | 613,683      |
| 1992 | ニック・ファルド (2/2)       | イングランド     | 708,522      |
| 1991 | セベ・バレステロス (6/6)     | スペイン         | 545,354      |
| 1990 | イアン・ウーズナム (2/2)     | ウェールズ       | 574,166      |
| 1989 | ロナン・ラファティ           | 北アイルランド   | 400,311      |
| 1988 | セベ・バレステロス (5/6)     | スペイン         | 451,560      |
| 1987 | イアン・ウーズナム (1/2)     | ウェールズ       | 253,717      |
| 1986 | セベ・バレステロス (4/6)     | スペイン         | 242,209      |
| 1985 | サンディ・ライル (3/3)       | スコットランド   | 162,553      |
| 1984 | ベルンハルト・ランガー (2/2) | 西ドイツ         | 139,344      |
| 1983 | ニック・ファルド (1/2)       | イングランド     | 119,416      |
| 1982 | グレグ・ノーマン             | オーストラリア   | 66,406       |
| 1981 | ベルンハルト・ランガー (1/2) | 西ドイツ         | 81,036       |
| 1980 | サンディ・ライル (2/3)       | スコットランド   | 66,060       |
| 1979 | サンディ・ライル (1/3)       | スコットランド   | 49,233       |
| 1978 | セベ・バレステロス (3/6)     | スペイン         | 54,348       |
| 1977 | セベ・バレステロス (2/6)     | スペイン         | 46,436       |
| 1976 | セベ・バレステロス (1/6)     | スペイン         | 39,504       |
| 1975 | デイル・ヘイズ               | 南アフリカ       | 20,508       |

1974年以前は賞金王が複数あったため最多賞金獲得者と区別する。
| 年度 | 賞金王                           | 出身国       | 獲得賞金 (£) | 最多賞金獲得者             | 出身国           | 獲得賞金 (£) |
| ---- | -------------------------------- | ------------ | ------------ | -------------------------- | ---------------- | ------------ |
| 1974 | ピーター・オーステルハイス (4/4) | イングランド | 32,127       | ピーター・オーステルハイス | イングランド     | 32,127       |
| 1973 | ピーター・オーステルハイス (3/4) | イングランド | 17,455       | トニー・ジャックリン       | イングランド     | 24,840       |
| 1972 | ピーター・オーステルハイス (2/4) | イングランド | 18,525       | ボブ・チャールズ           | ニュージーランド | 18,538       |
| 1971 | ピーター・オーステルハイス (1/4) | イングランド | 9,270        | ゲーリー・プレーヤー       | 南アフリカ       | 11,281       |

## オフィシャルスポンサー
- DPワールド（タイトルスポンサー）
- BMW（オフィシャルカー）
- エミレーツ航空（オフィシャルエアライン）
- ヒルトン・ワールドワイド
- ロレックス（オフィシャルタイムキーパー）
- フォーティネット